# Arrondissement delle Bocche del Rodano
Gli arrondissement delle Bocche del Rodano, nella regione Provenza-Alpi-Costa Azzurra (PACA), sono quattro: Aix-en-Provence (capoluogo Aix-en-Provence), Arles (capoluogo Arles), Istres (capoluogo Istres), Marsiglia (capoluogo Marsiglia)

## Composizione
| Nome                              | Codice INSEE | Nº di comuni | Superficie km2 | Popolazione | Densità (abitanti/km2) |
| --------------------------------- | ------------ | ------------ | -------------- | ----------- | ---------------------- |
| Arrondissement di Aix-en-Provence | 131          | 48           | 1 657,5        | 452 978     | 273                    |
| Arrondissement di Arles           | 132          | 29           | 2 031,5        | 171 081     | 84                     |
| Arrondissement di Istres          | 134          | 21           | 715,2          | 329 194     | 460                    |
| Arrondissement di Marsiglia       | 133          | 21           | 683,2          | 1 081 104   | 1 582                  |
| Dipartimento Bocche del Rodano    | 13           | 119          | 5 087,4        | 2 034 357   | 400                    |

## Storia
- 1790: istituzione del dipartimento con sei distretti: Aix, Apt, Arles, Marseille, Salon, Tarascon.
- 1790: il dipartimento della Drôme cede il distretto d'Orange al dipartimento delle Bocche del Rodano.
- 1793: istituzione del nuovo dipartimento di Vaucluse al quale sono trasferiti i distretti d'Orange e d'Apt.
- 1800: istituzione degli arrondissement di Aix, Marsiglia e Tarascona.
- 1817: la sottoprefettura di Tarascona è trasferita ad Arles.
- 1981: istituzione dell'arrondissement d'Istres.
- 2017: modifica dei confini dei quattro arrondissement con relativi trasferimenti di comuni fra gli stessi.[2]